# Arthur Rackham

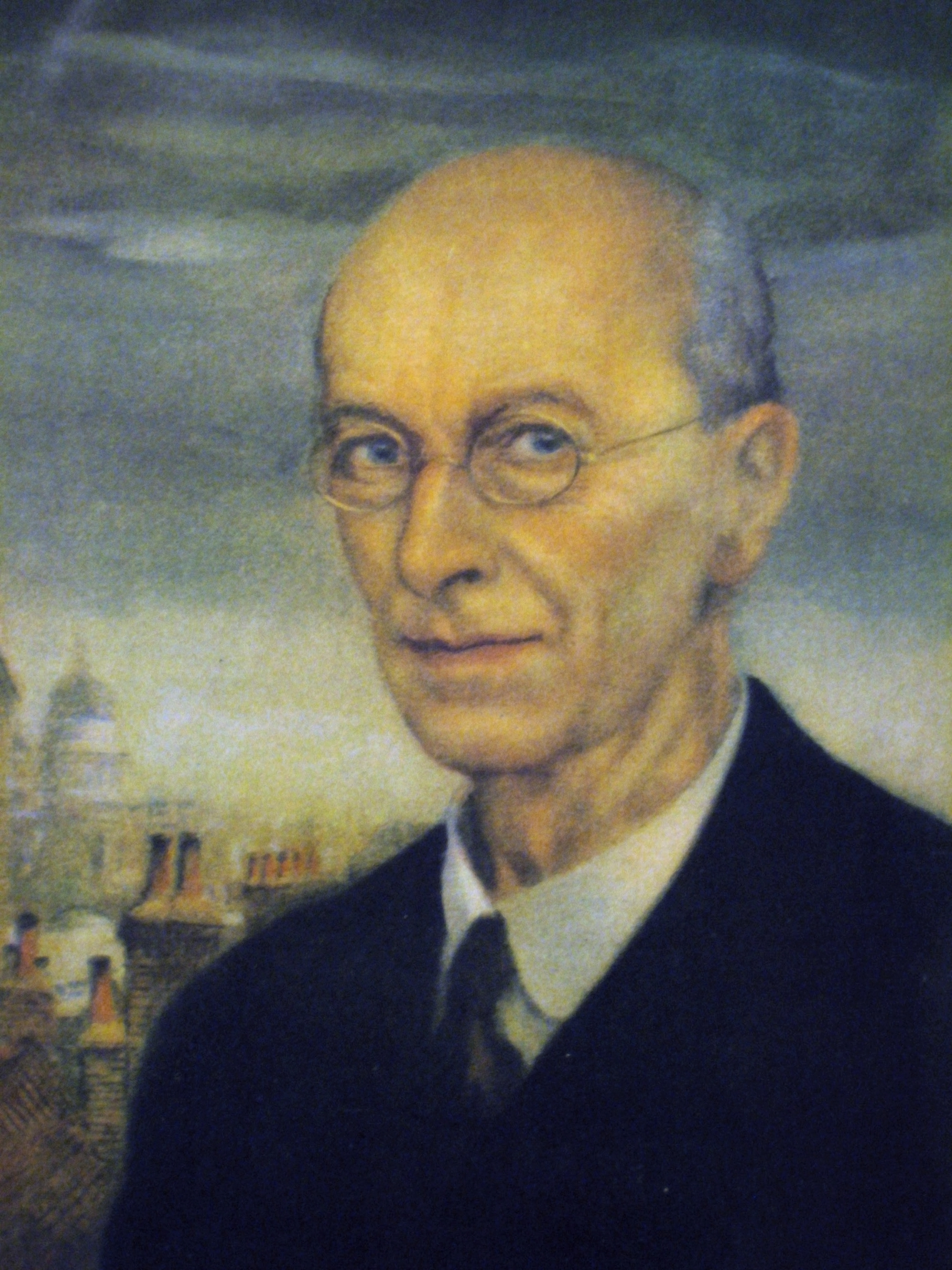
Selbstporträt (1934)

Arthur Rackham (* 19. September 1867 in London; † 6. September 1939 in Limpsfield, Surrey) war ein britischer Illustrator, der durch seine zahlreichen Buchillustrationen, insbesondere für Volksmärchen und andere Kinderbücher, bekannt wurde.

## Leben

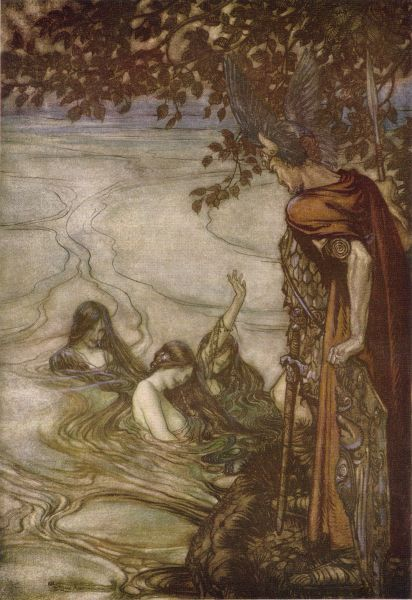
Illustration zum Ring des Nibelungen

Arthur Rackham war eines von zwölf Kindern. Mit 18 Jahren wurde er Angestellter des Westminster Fire Office und nahm sein Studium an der Lambeth School of Art auf. 1892 gab er seine Stelle bei der Brandkasse auf und begann, für The Westminster Budget als Reporter und Illustrator zu arbeiten. Seine ersten Buchillustrationen erschienen ein Jahr später. Von da an illustrierte er bis zu seinem Tod unzählige weitere Bücher. Er war Mitarbeiter der Zeitschriften Punch und The Graphic und illustrierte Werke wie Alice im Wunderland, Äsops Fabeln und Ein Sommernachtstraum.
1903 heiratete Rackham Edyth Starkie. Aus der Ehe ging 1908 eine Tochter, Barbara, hervor. 1906 gewann Rackham die Goldmedaille der Weltausstellung in Mailand, eine weitere folgte 1911 anlässlich der internationalen Ausstellung von Barcelona. Rackhams Werke wurden oft ausgestellt, etwa 1914 im Louvre.
Arthur Rackham starb 1939 in seinem Haus an Krebs.

## Werke (Auswahl)
- 1906: Peter Pan in Kensington Gardens. von J. M. Barrie. 24 Farbtafeln; London, Hodder&Stoughton. Neuauflage 1912
  - deutsche Ausgabe: Peter Pan in Kensington Gardens  2011, Mescherjakov Verlag, Wien. ISBN 978-3-902755-14-8.
- 1907: Alice in Wonderland
- 1909: Undine nach Friedrich de la Motte Fouqué, 16 Farbtafeln
- 1909: Grimms Märchen, 40 Farbtafeln
- 1910: Rheingold nach Richard Wagner, 34 Farbtafeln
- 1935: Tales of Mystery & Imagination nach Edgar Allan Poe, 12 Tafeln